# Eugen Kling
Eugen Kling (Monaco di Baviera, 14 febbraio 1899 – 21 dicembre 1971) è stato un calciatore tedesco, di ruolo difensore.